# Pons, Charente-Maritime
Pons là một xã trong tỉnh Charente-Maritime trong vùng Nouvelle-Aquitaine tây nam nước Pháp. Xã này nằm ở khu vực có độ cao từ 8-63 mét trên mực nước biển.
Sông Seugne chảy theo hướng bắc qua trung độ thị trấn.